# Cesare Mauro Trebbi
Cesare Mauro Trebbi (Bologna, 1847 – Bologna, 1931) è stato un pittore italiano, figurativo nel genere storico-religioso della seconda metà dell'Ottocento e primo quarto del Novecento.

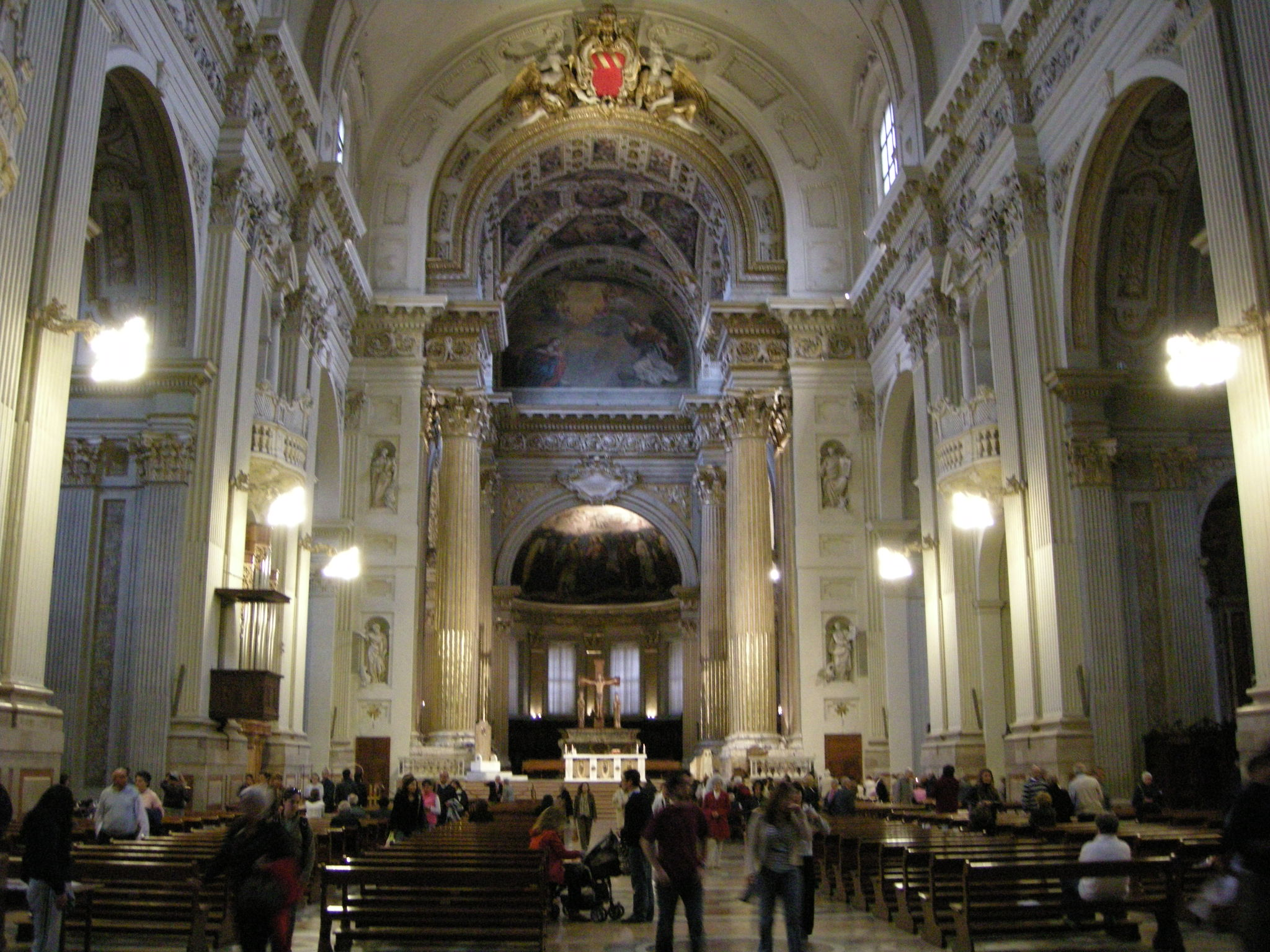
Interno della cattedrale di San Pietro di Bologna: catino absidale con Sant'Anna in gloria dipinto da Cesare Mauro Trebbi (1847-1931).

Cesare Mauro Trebbi fu molto apprezzato come figurista. Fu artefice di grandi composizioni principalmente per gli edifici religiosi.
Suoi affreschi si trovano in molte chiese dell'Emilia-Romagna.

## Opere
- Chiesa metropolitana di San Pietro, via dell'Indipendenza 7, Bologna: pitture del catino dell'abside con Sant'Anna in gloria[1][2].
- Chiesa dei Santi Simone e Giuda di Rubizzano, frazione di San Pietro in Casale: quadri di Cesare Mauro Trebbi (1847-1931) e di Alessandro Guardassoni (1819-1888).
- Chiesa di San Pietro in Castello d'Argile: figure del catino dell'abside in collaborazione con il pittore Antonio Mosca (1870-1951) e l'ornatista Francesco Fabbri  (1876-1962).
- Chiesa di Santa Maria di Galliera: eleganti decorazioni della navata in collaborazione con l'ornatista pievese Pompeo Fortini (1847-1917).